# Daria Malyguina
Daria Nikolaïevna Malyguina (en russe : Дарья Николаевна Малыгина) est une joueuse de volley-ball russe née le 4 avril 1994 à Abaza (Khakassie). Elle mesure 2,02 m et joue au poste d’attaquante.

## Clubs
| Club                | De        | À         |
| ------------------- | --------- | --------- |
| Dinamo Kazan-2      | 2011-2012 | 2012-2013 |
| Dinamo Kazan        | 2013-2014 | 2014-2015 |
| Zaretchie Odintsovo | 2015-2016 | 2016-2017 |
| Dinamo Kazan        | 2017-2018 | 2018-2019 |
| PSK Sakhaline       | 2019-2020 | 2019-2020 |
| VK Toulitsa Toula   | 2020-2021 | …         |

## Palmarès
- Championnat de Russie
  - Vainqueur : 2015.
  - Finaliste : 2018.
- Coupe de Russie
  - Vainqueur : 2017.
- Supercoupe de Russie
  - Finaliste : 2017, 2018.